# Piqua
Piqua é uma cidade localizada no estado norte-americano de Ohio, no Condado de Miami. A cidade aparece no livro As Aventuras do Capitão Cueca.

## Demografia
Segundo o censo norte-americano de 2000, a sua população era de 20.738 habitantes.
Em 2006, foi estimada uma população de 20.865, um aumento de 127 (0.6%).

## Geografia
De acordo com o United States Census Bureau tem uma área de
28,3 km², dos quais 27,7 km² cobertos por terra e 0,6 km² cobertos por água.

## Localidades na vizinhança
O diagrama seguinte representa as localidades num raio de 16 km ao redor de Piqua.